# پلانینیتسا (زایچار)
پلانینیتسا (به صربی: Planinica) یک منطقهٔ مسکونی در صربستان است که در زایچار واقع شده‌است. پلانینیتسا ۳۰۵ نفر جمعیت دارد.